# 錦繍山太陽宮殿
錦繍山太陽宮殿（クムスサンたいようきゅうでん、朝鮮語: 금수산태양궁전/錦繡山太陽宮殿）は、朝鮮民主主義人民共和国（北朝鮮）平壌市大城区域嵋岩洞にある霊廟。
1995年から2012年までの旧称は錦繍山記念宮殿（금수산기념궁전）。かつての官邸であり、現在は金日成及び金正日の遺体を永久保存、安置する施設である。

## 概要
朝鮮民主主義人民共和国主席を務め、死後も「永遠なる領袖」として推戴されている金日成が生前、公務や生活をしていた主席宮殿『錦繍山議事堂（금수산의사당）』を金日成の死後、遺体を保存する霊廟として改築・目的変更した。
金親子の遺体の維持管理はロシアから派遣された技術者に依頼しており、年間維持費は80万ドル以上とする報道がある。
金正日は金日成の死後、次のように述べていた。
平壌市街北東、大城山に向かう金星通り沿いの地下鉄光明駅付近に位置する。外見は宮殿造りで、周囲は正面と側面を水堀、背後を高い塀に囲まれており、厳重な警備が行われている。金正日政権の末期まではその場所を積極的に公表せず、市販の地図にも掲載されていなかった。元々の用途が官邸であったこともあり、現在も宮殿の背後（南側）には厳重に警備された官邸地区がある。

### 批判
韓国の経済史学者の李栄薫は、「金日成主席の死亡（1994年）から1997年までに金日成の墓のために使われた資金は9億ドル（約970億円）にのぼる。その金があれば、1995年から1998年にかけ300万人が死んだとされる大飢餓（苦難の行軍）の人々を救えたはずだ」と指摘している。また、韓国から北朝鮮に向けて風船で散布している北朝鮮向けビラには、「300万人が飢えて死んだ『苦難の行軍』の時、3年間も北朝鮮人民らを養うことのできる8億9千万ドルを投じて自分の父の金日成の死体を飾るのに費やしました。このお金で食糧を買い、飢える人民に食べさせたら、数百万人が餓死はしなかったはずです。これがまさに人民の父母、人民の指導者と騒ぎ立てる金正日の正体です」と書かれている。ビラ回収を担当していた脱北兵士はこれを知って驚いたという。

## 歴史
- 1976年 - 錦繍山議事堂（금수산의사당）として建設
- 1995年07月08日 - 金日成の死去1周年にあわせ、錦繍山記念宮殿（금수산기념궁전）として一般公開された[8][9]。
- 2012年02月16日 - 前年に死去した金正日の業績を称える為、名称を錦繍山太陽宮殿（금수산태양궁전）に変更[10]。
- 2012年12月17日 - 錦繍山太陽宮殿としての一般公開を開始。宮殿広場を中心に大規模な改造工事が行われた[11]。
- 2013年04月01日 - 最高人民会議で錦繍山太陽宮殿法（中国語版）が採択される[12]。

## 館内
金日成と金正日の遺体は3階中央と2階中央の『永生ホール』にそれぞれ安置されている。参観者は遺体の左右前後の四方向で拝礼（最敬礼）をする以外は立ち止まることを禁止されており、参観後はすぐに退室しなければならない。スマホ・金属類・危険物の持ち込みは禁じられており、X線検査とボディチェックによる保安検査がある為、手荷物は入口の保管所に預ける必要がある。遺体の撮影は厳禁で現地メディアの報道でも映らないようにしている。

### 展示品
内部には金日成や金正日の業績を称えた展示や各国から贈られた勲章、生前使用していたメルセデス・ベンツSクラスや専用鉄道車両の一部などの遺品が展示されている。

## 交通
宮殿参観者を乗せるため専用の路面電車の軌道（牡丹峰区域：戦勝洞 - 宮殿間 約2.5km）があり、また、宮殿停留場と宮殿の間には計340m以上にわたって動く歩道が設置されているが、平壌市民は年数回以上ここを訪れるため、いつも長い行列ができている。

## 参観
現最高指導者・金正恩ら国家指導部は何らかの節日（光明星節（2月16日）、太陽節（4月15日）など）に参観することが定例となっている。また、訪問した外国の賓客も参観し、メッセージを残すことが通例となっている。また、一般の外国人観光客も予約さえすれば無料で参観可能である。参観には正装(スーツ持参)が求められる。
北朝鮮人の一般参観と分けて参観することになるため、朝一番の参観のみとなる。
錦繍山太陽宮殿法第26条の規定で毎年5月と6月を休館期間としているほか、毎週月曜日と金曜日が休館日となっている。なお、「敬意式」と呼ばれる儀式が休館日となっている月曜日と金曜日に行われた場合には、前日または翌日が代替の休館日となっている。

## 宮殿の様子

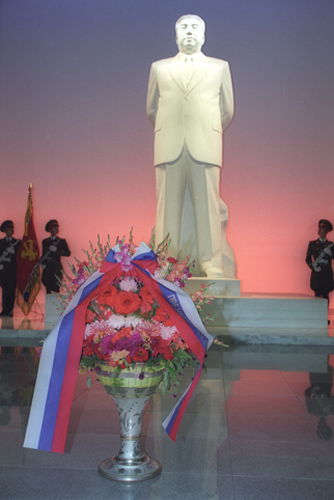
館内の金日成像
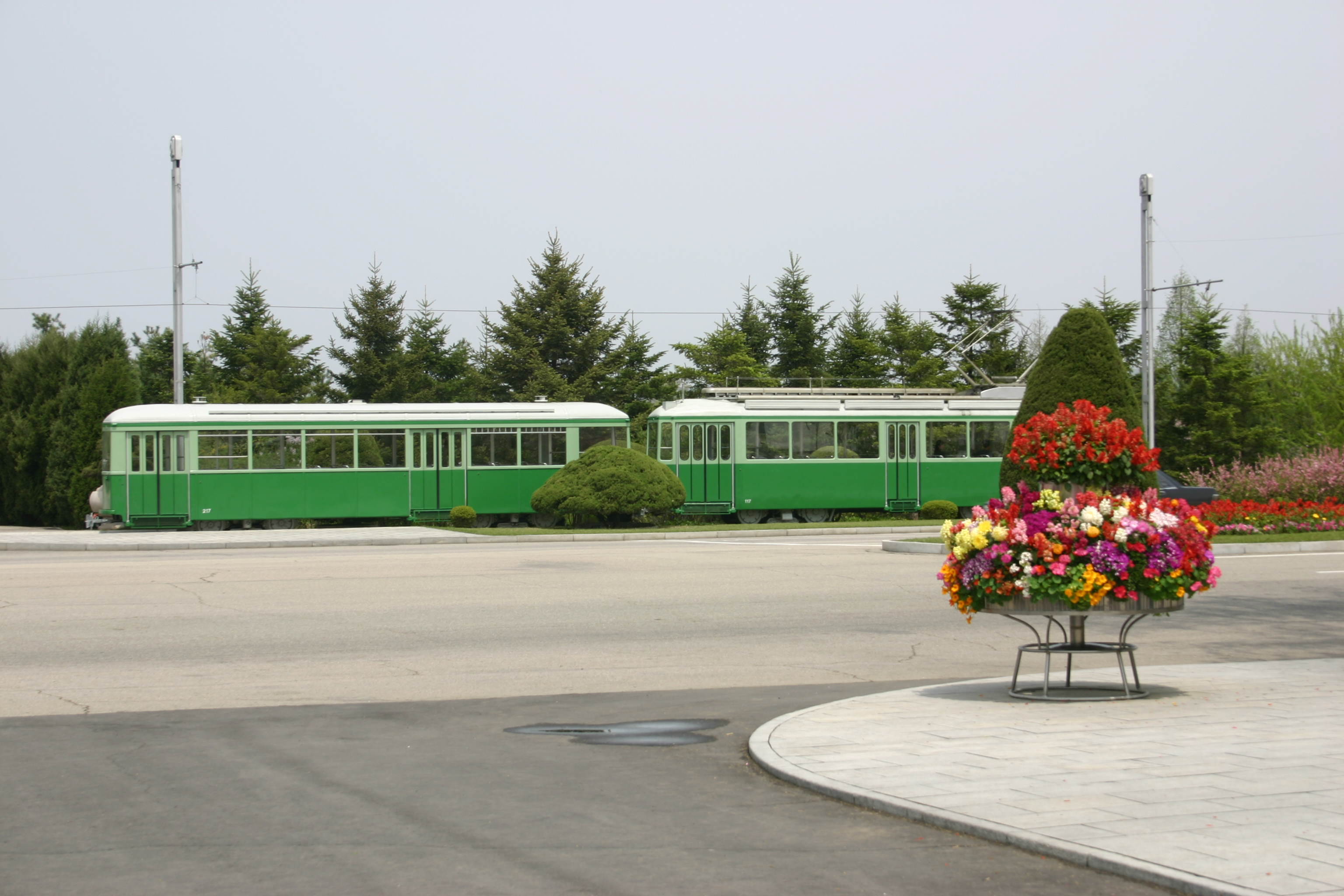
参観用路面電車
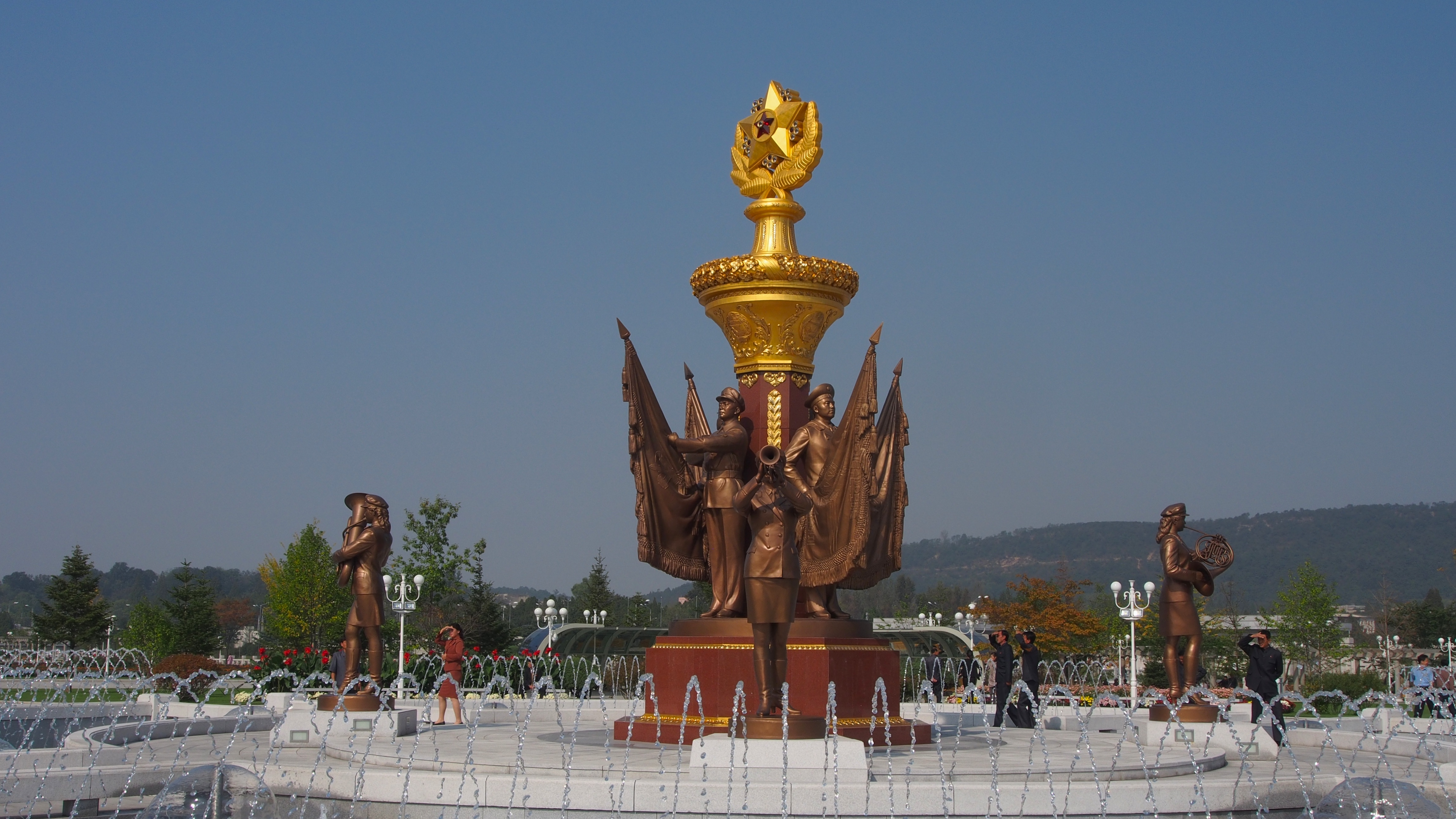
屋外の銅像
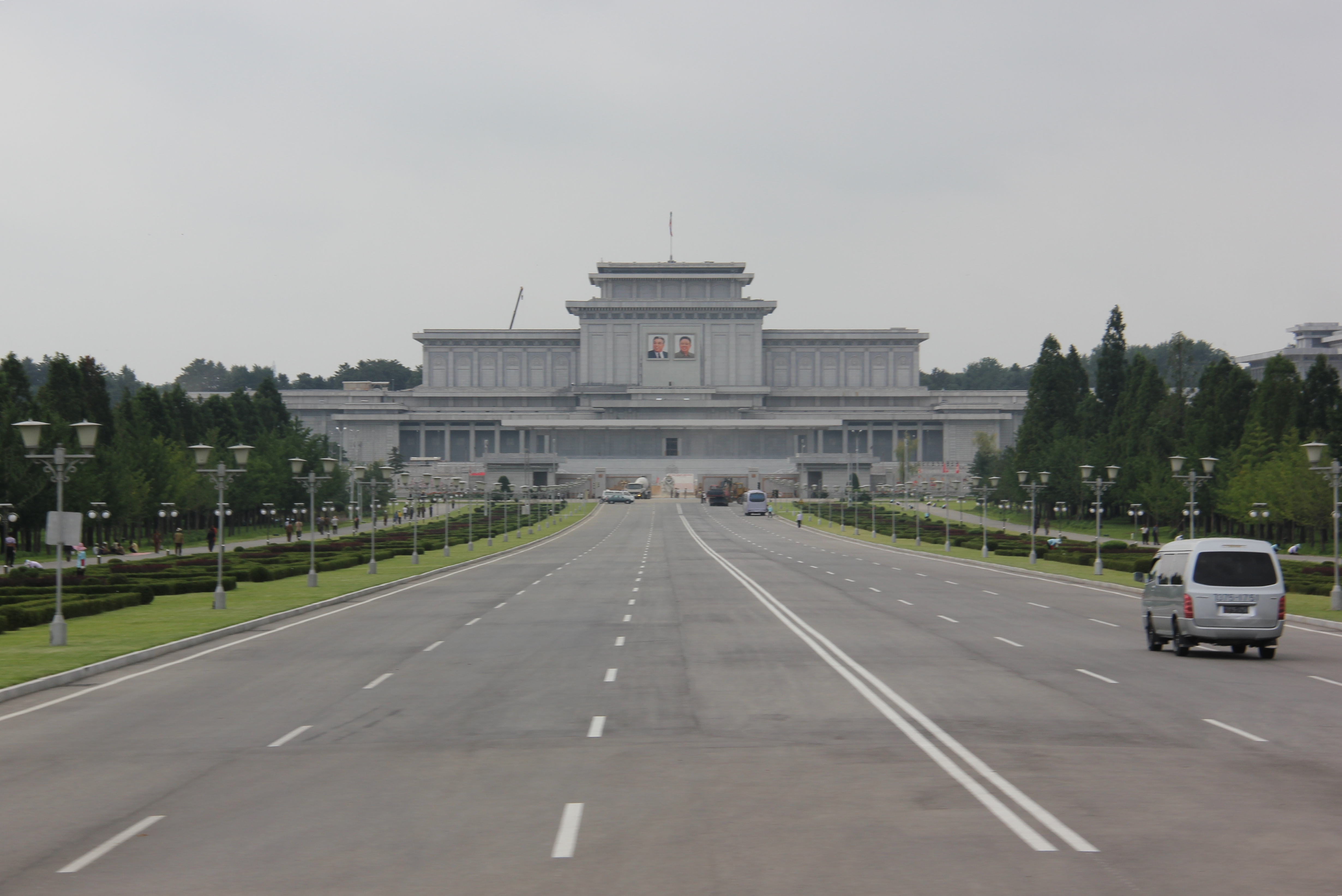
遠景
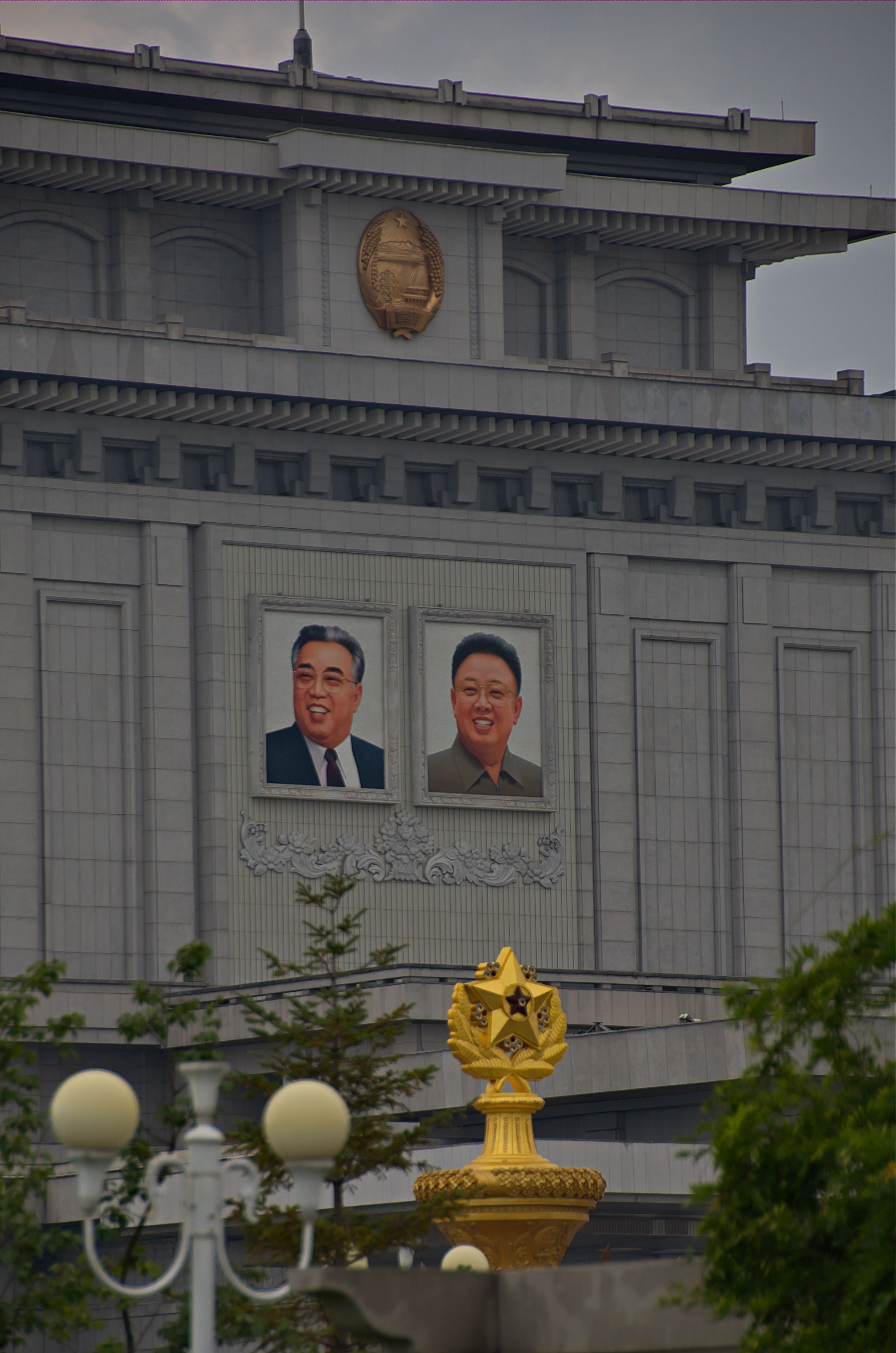
金日成と金正日の肖像画（太陽像）
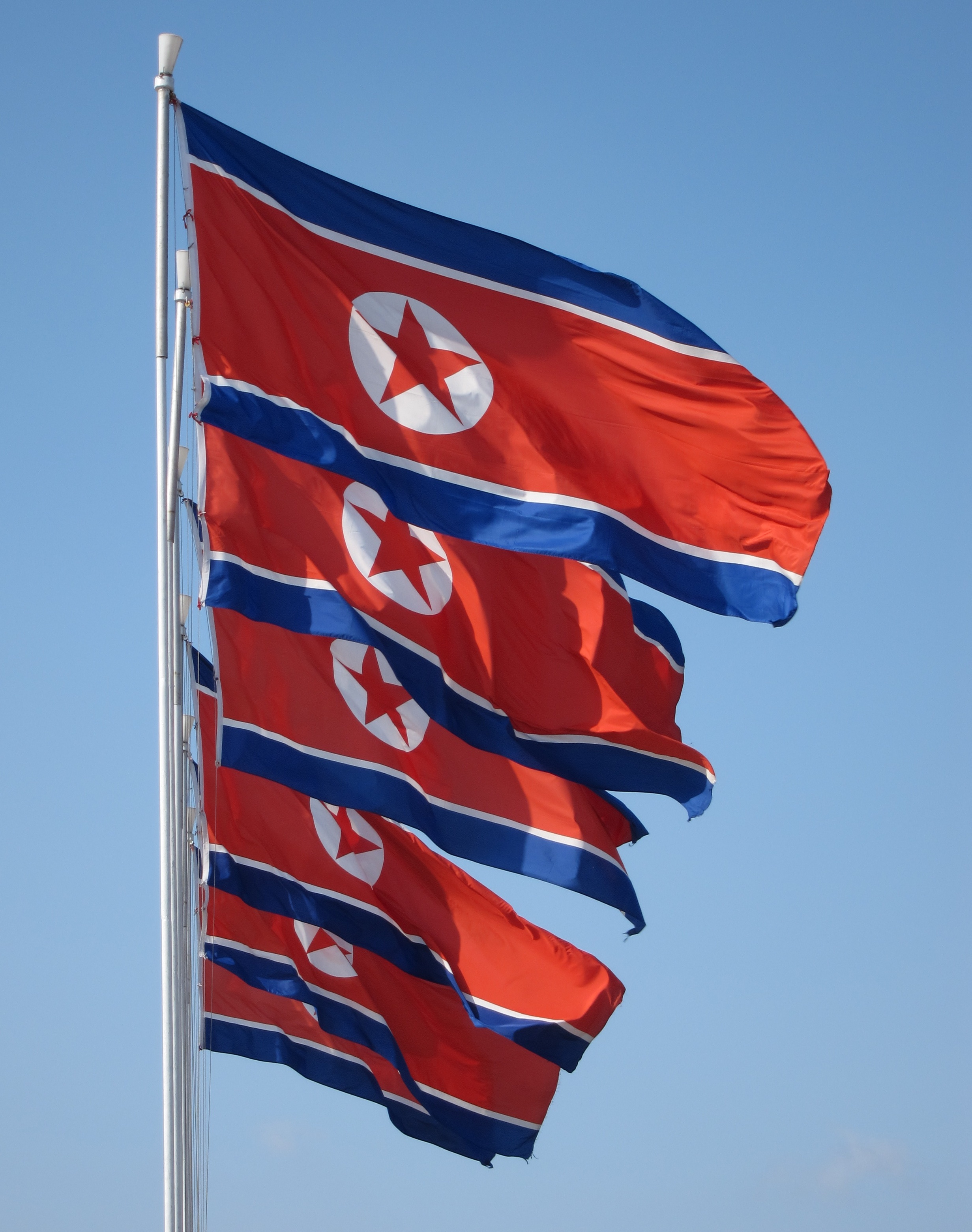
敷地内で掲揚される共和国旗